# Tamás Mendelényi
Tamás Mendelényi (* 2. Mai 1936 in Budapest; † 6. September 1999 in Várgesztes) war ein ungarischer Säbelfechter, Olympiasieger und zweifacher Weltmeister.
Seine Ehefrau war die ungarische Florettfechterin und Olympiasiegerin von 1964 Judit Ágoston-Mendelényi.

## Erfolge
1957 wurde Tamás Mendelényi in Paris Mannschaftsweltmeister und erfocht sich Bronze im Säbel-Einzel.
in Philadelphia wurde er 1958 erneut Mannschaftsweltmeister.
1959 erreichte er bei den Weltmeisterschaften in Budapest Silber sowohl im Einzel als auch mit der Mannschaft.
Bei den Olympischen Spielen 1960 in Rom errang Mendelényi Gold mit der ungarischen Säbel-Mannschaft.
Mit der Mannschaft erfocht er bei den Weltmeisterschaften 1961 in Turin Bronze und
bei den Weltmeisterschaften 1962 in Buenos Aires Silber.